# Schuld (Ahr)
Schuld település Németországban, Rajna-vidék-Pfalz tartományban. Lakosainak száma 612 fő (2023. december 31.).

## Népesség
A település népességének változása:
| Lakosok száma | 769  | 680  | 671  | 622  | 604  | 612  |
|               | 1975 | 2017 | 2019 | 2021 | 2022 | 2023 |